# Pocahontas (Illinois)
Pocahontas és una població dels Estats Units a l'estat d'Illinois. Segons el cens del 2000 tenia 727 habitants.

## Demografia
Segons el cens del 2000, Pocahontas tenia 727 habitants, 309 habitatges, i 194 famílies. La densitat de població era de 374,3 habitants/km².
Dels 309 habitatges en un 31,4% hi vivien nens de menys de 18 anys, en un 47,2% hi vivien parelles casades, en un 10,7% dones solteres, i en un 36,9% no eren unitats familiars. En el 30,4% dels habitatges hi vivien persones soles el 14,2% de les quals corresponia a persones de 65 anys o més que vivien soles. El nombre mitjà de persones vivint en cada habitatge era de 2,35 i el nombre mitjà de persones que vivien en cada família era de 2,95.
Per edats la població es repartia de la següent manera: un 23,9% tenia menys de 18 anys, un 10,5% entre 18 i 24, un 28,5% entre 25 i 44, un 21,9% de 45 a 60 i un 15,3% 65 anys o més.
L'edat mediana era de 37 anys. Per cada 100 dones de 18 o més anys hi havia 93,4 homes.
La renda mediana per habitatge era de 28.750 $ i la renda mediana per família de 37.000 $. Els homes tenien una renda mediana de 27.361 $ mentre que les dones 16.944 $. La renda per capita de la població era de 14.562 $. Aproximadament el 12,5% de les famílies i el 13,8% de la població estaven per davall del llindar de pobresa.

## Poblacions més properes
El següent diagrama mostra les poblacions més properes.